# مايكل شولمان
مايكل شولمان (بالإنجليزية: Michael Shulman (actor))‏ (و. 1981 – م) هو ممثل، ومنتج أفلام، وممثل مسرحي، وممثل أفلام من الولايات المتحدة الأمريكية . ولد في مدينة نيويورك .

## روابط خارجية
- مايكل شولمان على موقع IMDb (الإنجليزية)
- مايكل شولمان على موقع ألو سيني (الفرنسية)
- مايكل شولمان على موقع أول موفي (الإنجليزية)
- مايكل شولمان على موقع أول موفي (الإنجليزية)
- مايكل شولمان على موقع قاعدة بيانات برودواي على الإنترنت (الإنجليزية)
- مايكل شولمان على موقع قاعدة بيانات الأفلام السويدية (السويدية)
- مايكل شولمان على موقع قاعدة بيانات الفيلم (الإنجليزية)
- مايكل شولمان على موقع كينوبويسك (الروسية)